# Дащи Марго
Дащи Марго (на персийски: دشت مارگو) е пустиня в Югозападен Афганистан, простираща се между долините на реките Хелманд (на югоизток, юг и югозапад) и Хашруд (на северозапад). Дължина ѝ от североизток на югозапад е около 300 km, ширината ѝ – до 140 km. По цялата ѝ дължина се пресича от сухата долина на река Дор (Пудай). Климатът е субтропичен, с годишна сума на валежите 50 – 100 mm. Преобладават чакълестите и глинестите повърхности с рядка солянкова и пелиново-солянкова растителност. На югозапад са разположени големи пясъчни масиви, между които са разположени такири и солончаци. Пресича се от редки кервански пътища. Развива се номадско овцевъдство и камиларство. По перифериите ѝ са разположени няколко оазиса – Лашкаргах, Зарандж, Хаш и др.